# Bahnuvate, Turka
Bahnuvate (în ucraineană Багнувате) este un sat în comuna Rîkiv din raionul Turka, regiunea Liov, Ucraina.

## Demografie
Componența lingvistică a localității Bahnuvate
     Ucraineană (99,48%)
     Alte limbi (0,52%)
Conform recensământului din 2001, majoritatea populației localității Bahnuvate era vorbitoare de ucraineană (99,48%), existând în minoritate și vorbitori de alte limbi.